# Sertularella conella
Sertularella conella is een hydroïdpoliep uit de familie Sertulariidae. De poliep komt uit het geslacht Sertularella. Sertularella conella werd in 1920 voor het eerst wetenschappelijk beschreven door Stechow. 